# Giovanna del Monferrato
Giovanna Paleologa del Monferrato (Casale Monferrato, dicembre 1467 – Saluzzo, 29 dicembre 1490) è stata una nobildonna italiana, marchesa consorte di Saluzzo.

## Biografia
Era figlia unica di Guglielmo VIII Paleologo, marchese del Monferrato e della infanta Maria di Foix (figlia di Gastone IV di Foix e della regina Eleonora di Navarra).

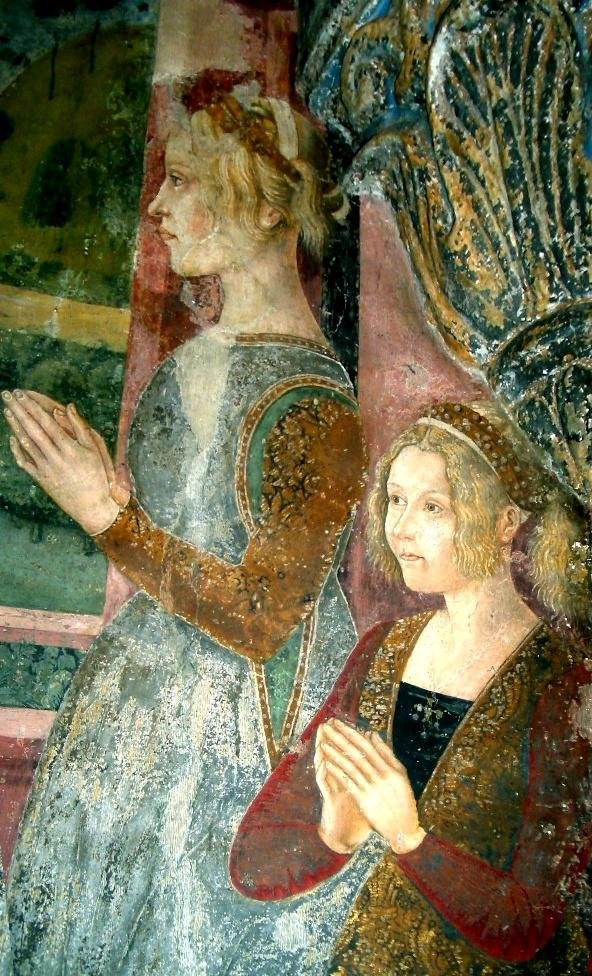
Giovanna di Monferrato (a destra) e la sorella Bianca, affresco del Maestro della Cappella di Santa Margherita a Crea

Nell'agosto 1481 sposò il cugino Ludovico II di Saluzzo, marchese di Saluzzo. Il matrimonio prevedeva che, qualora suo padre e suo zio Bonifacio III del Monferrato fossero morti senza eredi maschi, il marchesato del Monferrato sarebbe toccato ai figli del marchese di Saluzzo. Nel 1485 Ludovico II fece uccidere a Casale Monferrato Scipione Paleologo, figlio di Giovanni IV del Monferrato, che, dopo la sua morte, voleva essere adottato da Bonifacio III. Ma poiché Bonifacio III ebbe eredi legittimi, la successione di Ludovico II non si verificò.
Dopo le nozze, Giovanna, invidiosa del più elevato rango della sorella minore Bianca, duchessa consorte di Savoia, spronò il marito Ludovico a fare guerra al cognato Carlo I di Savoia. Assediata nella sua residenza preferita di Revello, non cadde prigioniera di Carlo I, ma fu costretta e cedere il feudo di Villanovetta.
Morì di parto alla fine del 1490.

## Discendenza
Dal matrimonio fra Giovanna e Ludovico nacquero:
- Margherita (1486[4] - ?), promessa il 27 luglio 1490[4] ad Antonio Maria Sanseverino, quindi nel 1496 a Claudio Giacomo di Miolans, morto nel 1497 (figlio di Antelmo IV Barone di Miolans e di Gilberta di Polignac, contessa di Montmayeur); sposò nel 1515 Pietro di Salvatierra (Pedro López di Herrera, signore di Ampudia e conte di Salvatierra morto nel 1524. Gentiluomo spagnolo, dal quale ebbe un figlio: Atanasio López di Herrera e Saluzzo);
- n.n. (nato morto il 29 dicembre 1490).

## Ascendenza
|                                 |                    |                            | Genitori                |  |  | Nonni |  |  | Bisnonni                  |  |  | Trisnonni                  |  |
|                                 |                    |                            |                         |  |  |       |  |  | Teodoro II del Monferrato |  |  | Giovanni II del Monferrato |  |
|                                 |                    |                            |                         |  |  |       |  |  | Teodoro II del Monferrato |  |  | Giovanni II del Monferrato |  |
|                                 |                    | Elisabetta di Maiorca      |                         |  |  |       |  |  | Teodoro II del Monferrato |  |  |                            |  |
| Giovanni Giacomo del Monferrato |                    |                            |                         |  |  |       |  |  | Teodoro II del Monferrato |  |  |                            |  |
|                                 |                    | Giovanna di Bar            | Roberto I di Bar        |  |  |       |  |  |                           |  |  |                            |  |
|                                 |                    | Giovanna di Bar            | Roberto I di Bar        |  |  |       |  |  |                           |  |  |                            |  |
|                                 |                    | Giovanna di Bar            | Maria di Valois         |  |  |       |  |  |                           |  |  |                            |  |
| Guglielmo VIII del Monferrato   |                    | Giovanna di Bar            |                         |  |  |       |  |  |                           |  |  |                            |  |
|                                 |                    | Amedeo VII di Savoia       | Amedeo VI di Savoia     |  |  |       |  |  |                           |  |  |                            |  |
|                                 |                    | Amedeo VII di Savoia       | Amedeo VI di Savoia     |  |  |       |  |  |                           |  |  |                            |  |
|                                 |                    | Amedeo VII di Savoia       | Bona di Borbone         |  |  |       |  |  |                           |  |  |                            |  |
| Giovanna di Savoia              |                    | Amedeo VII di Savoia       |                         |  |  |       |  |  |                           |  |  |                            |  |
|                                 |                    | Bona di Berry              | Giovanni di Valois      |  |  |       |  |  |                           |  |  |                            |  |
|                                 |                    | Bona di Berry              | Giovanni di Valois      |  |  |       |  |  |                           |  |  |                            |  |
|                                 |                    | Bona di Berry              | Giovanna d'Armagnac     |  |  |       |  |  |                           |  |  |                            |  |
| Giovanna del Monferrato         |                    | Bona di Berry              |                         |  |  |       |  |  |                           |  |  |                            |  |
|                                 | Giovanni I di Foix | Arcimbaldo di Grailly      |                         |  |  |       |  |  |                           |  |  |                            |  |
|                                 | Giovanni I di Foix | Arcimbaldo di Grailly      |                         |  |  |       |  |  |                           |  |  |                            |  |
|                                 | Giovanni I di Foix | Isabella di Foix-Castelbon |                         |  |  |       |  |  |                           |  |  |                            |  |
| Gastone IV di Foix              | Giovanni I di Foix |                            |                         |  |  |       |  |  |                           |  |  |                            |  |
|                                 |                    | Giovanna Irene d'Albret    | Carlo I d'Albret        |  |  |       |  |  |                           |  |  |                            |  |
|                                 |                    | Giovanna Irene d'Albret    | Carlo I d'Albret        |  |  |       |  |  |                           |  |  |                            |  |
|                                 |                    | Giovanna Irene d'Albret    | Maria di Sully          |  |  |       |  |  |                           |  |  |                            |  |
| Maria di Foix                   |                    | Giovanna Irene d'Albret    |                         |  |  |       |  |  |                           |  |  |                            |  |
|                                 |                    | Giovanni II d'Aragona      | Ferdinando I d'Aragona  |  |  |       |  |  |                           |  |  |                            |  |
|                                 |                    | Giovanni II d'Aragona      | Ferdinando I d'Aragona  |  |  |       |  |  |                           |  |  |                            |  |
|                                 |                    | Giovanni II d'Aragona      | Eleonora d'Alburquerque |  |  |       |  |  |                           |  |  |                            |  |
| Eleonora di Navarra             |                    | Giovanni II d'Aragona      |                         |  |  |       |  |  |                           |  |  |                            |  |
|                                 |                    | Bianca di Navarra          | Carlo III di Navarra    |  |  |       |  |  |                           |  |  |                            |  |
|                                 |                    | Bianca di Navarra          | Carlo III di Navarra    |  |  |       |  |  |                           |  |  |                            |  |
|                                 |                    | Bianca di Navarra          | Eleonora di Trastámara  |  |  |       |  |  |                           |  |  |                            |  |
|                                 |                    | Bianca di Navarra          |                         |  |  |       |  |  |                           |  |  |                            |  |